# Barrera comercial

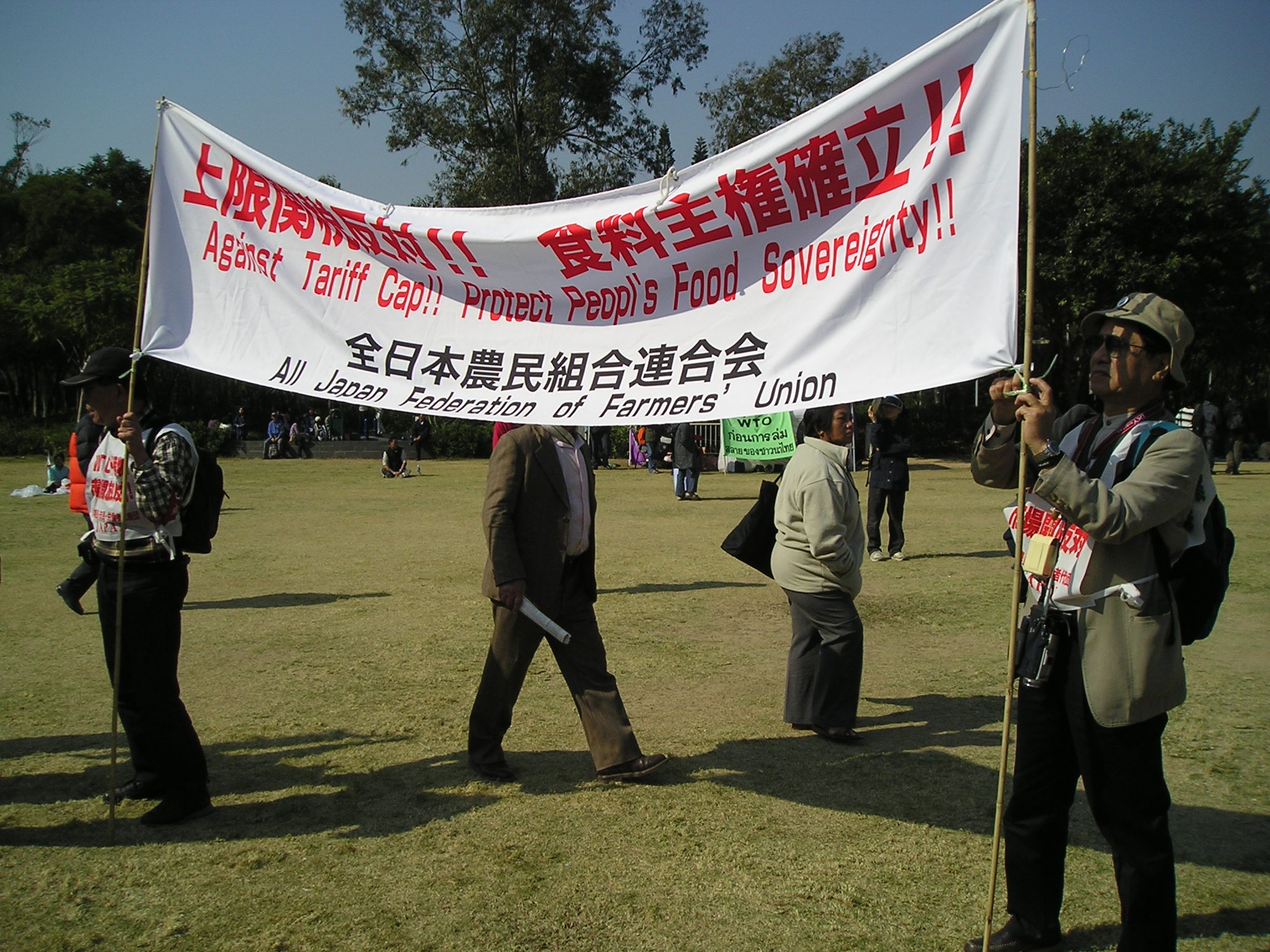
Bandera contra el límite arancelario de los agricultores japoneses, en 2005.

Una barrera comercial es una intervención restrictiva de un gobierno en el comercio internacional. Las barreras pueden tomar muchas formas, incluyendo las siguientes:
- Aranceles
- Barreras no arancelarias
  - Licencias de importación
  - Licencias de exportación
  - Cuotas de importación
  - Subvenciones
  - Restricciones voluntaria de exportaciones
  - Requisitos de contenido local
  - Embargo
  - Devaluación de moneda[2]
  - Obstáculos técnicos al comercio[3]

La mayor parte de las barreras comerciales utilizan el mismo principio: la imposición de alguna clase de coste al comercio que hace incrementar el precio del producto introducido o expedido. Si dos o más naciones aplican barreras al comercio de manera repetida entre ellas, acaba surgiendo una guerra comercial.
La mayoría de economistas coinciden al afirmar que las barreras comerciales tienen un efecto negativo en la eficacia económica, esto puede explicarse mediante la teoría de la ventaja comparativa. En teoría, el libre comercio implica la eliminación de todas las barreras, exceptuando quizás aquellas consideradas necesarias por motivos de salud o seguridad nacional. En la práctica, aun así, incluso los países que promueven el libre comercio de manera enconada subvencionan ciertas industrias o actividades, como la agricultura y la siderurgia.